# François Benoist
François Benoist (Nantes, 10 de septiembre de 1794-París, 6 de mayo de 1878) fue un organista y compositor francés.

## Biografía
De una antigua familia de notables establecida durante mucho tiempo antes en la ciudad de Nantes, su padre, François-René Benoist, era un antiguo comerciante que se arruinó antes de la Revolución y se convirtió en jefe de departamento de la prefectura, y su madre, Marie-Pélagie-Victoire Finetty, de familia de músicos, enseñaba piano en casa.
Durante su juventud en Nantes, tomó sus primeras lecciones de música y piano con Georges Scheyermann. Considerado un niño prodigio, interpretó, cuando aún no tenía 12 años, una sonata compuesta por su maestro, durante un concierto en 1806.
Tras trasladarse a París a los dieciséis años, ingresó en el Conservatorio de París en 1811, donde estudió piano con Jean-Louis Adam y armonía con Charles-Simon Catel. Ganó numerosos premios: en 1811, el primer premio de armonía; en 1813, el segundo premio de piano; en 1814, el primer premio de piano y finalmente, en 1815, el Prix de Rome por su cantata Œnone. Fue enviado a Italia como pensionado del gobierno, pasando tres años en Nápoles y Roma, antes de regresar a París a principios de 1819.
Como hábil improvisador en el órgano, ganó, a su regreso a París en 1819, el concurso para órgano de la Capilla Real, con veinticinco años y se convirtió en organista del rey en la capilla de las Tullerías, sucesivamente bajo Luis XVIII, Carlos X y luego Napoleón III.
El 1 de abril de 1819 fue nombrado profesor de la cátedra de órgano e improvisación del Conservatorio, cátedra que no existía y que fue creada para él. Contó entre sus alumnos a César Franck, que le sucedió en 1871, Charles-Alexis Chauvet, Théodore Salomé, Camille Saint-Saëns, Charles Lecocq, Louis James Alfred Lefébure-Wély, Adolphe Miné, Paul Wachs, Émile Paladilhe, Renaud de Vilbac, Adolphe Adam, Charles-Alexandre Fessy, Eugène Vauthrot, Édouard Batiste, Charles-Valentin Alkan, François Bazin, Pierre-Edmond Hocmelle, Alphonse Duvernoy, Auguste Bazille, Georges Bizet, Charles Colin, Adolphe Deslandres, Théodore Dubois, Alexis-Henri Fissot, Albert Lavignac o Léo Delibes. Henri Maréchal subraya que disfrutó de la cátedra, después de cuarenta y siete años, de un buen y leal servicio, 'una especie de veneración que le merecía su talento como también la pléyade de alumnos brillantes que había formado'.
En 1860 fue, como profesor del Conservatorio de París y organista de la Capilla Imperial, uno de los tres vicepresidentes del "Congreso para la Restauración del Canto Llano y la Música Eclesiástica" (Congrès pour la restauration du plain-chant et de la musique de l'Église). En febrero o marzo de 1872, tras cincuenta y tres años de ejercicio, se retiró. Fue nombrado caballero de la Legión de honor el 16 de noviembre de 1851. Murió en París.

## Obras
Como compositor, fue relativamente poco importante, pero escribió dos óperas, cuatro ballets, una misa de réquiem y numerosas obras para órgano.
- Léonore et Félix, opéra-comique, 1821.
- Chœur d'adieu, 1836.
- La Gipsy, ballet, 1839.
- Le Diable amoureux, ballet, 1840.
- Messe de Requiem pour trois voix d'homme et une d'enfant, avec accompagnement d'orgue ad libitum, 1842.
- Othello, ópera, 1844.
- L'Apparition, opéra, 1848.
- Nisida ou les Amazones des Açores, ballet (libreto de Eugène Deligny), 1848.
- Pâquerette, ballet (con Arthur Saint-Léon), 1851.
- Messe à 4 voix, orgue et orchestre, 1861.
- Ave Maria pour mezzo-soprano.
- Kyrie à 4 voix.
- O Salutaris à une voix.
- Cantique à la Sainte Vierge.

### Composiciones para órgano
- Bibliothèque de l’Organiste, serie de suites en 12 cuadernos, publicados entre 1841 y 1861 en París, Veuve Canaux.
- Recueil de quatre morceaux pour orgue : Andante, Fugue sur le chant de Pange lingua, Marche religieuse, Communion, París, Graff, 1878.
- Deux Préludes, París, Au Ménestrel, Heugel et Cie, colecciones de La Maîtrise, publicado bajo la dirección y con notas de L. Niedermeyer y J. D’Ortigue (La Grande Maîtrise), c. 1860.